# Phil Hughes
Philip Anthony Hughes (ur. 19 listopada 1964 w Belfaście) – północnoirlandzki piłkarz występujący na pozycji bramkarza.

## Kariera klubowa
Hughes zawodową karierę rozpoczynał w 1983 roku w angielskim klubie Leeds United z Second Division. W ciągu dwóch lat rozegrał tam 6 spotkań. W 1985 roku odszedł do zespołu Bury, grającego w Third Division. Spędził tam 2 lata. W sumie zagrał tam w 80 meczach.
W październiku 1987 roku Hughes przeszedł do Wigan Athletic, również występującego w Thurd Division. Barwy Wigan reprezentował przez cztery lata. W tym czasie wystąpił tam w 99 ligowych pojedynkach. W sezonie 1991/1992 grał dla zespołów Fourth Divison, Rochdale oraz Scarborough. W 1992 roku zakończył karierę.

## Kariera reprezentacyjna
W 1986 roku Hughes został powołany do reprezentacji Irlandii Północnej na Mistrzostwa Świata. Nie zagrał jednak na nich w żadnym pojedynku. Tamten mundial Irlandia Północna zakończyła na fazie grupowej. W drużynie narodowej Hughes zadebiutował po Mistrzostwach Świata, 15 października 1986 roku w przegranym 0:3 meczu eliminacji Mistrzostw Europy 1988 z Anglią. W latach 1986–1987 w kadrze narodowej Hughes rozegrał w sumie 3 spotkania.